# Mil Mi-PSW
Der Mil Mi-PSW (russisch Миль Ми-ПСВ) ist ein Experimentalhelikopter des russischen Hubschrauberherstellers Mil, der auf dem in der Sowjetunion entwickelten Kampfhubschrauber Mi-24 basiert. ПСВ steht für Перспективный скоростной вертолёт (Perspektiwny skorostnoi wertoljot) – perspektivischer Hochgeschwindigkeitshubschrauber.

## Geschichte und Konstruktion
Der Mi-PSW ist ein Hubschrauber in Heckrotorkonfiguration mit Fünfblatt-Hauptrotor, der von zwei Klimow-Turbinen WK-2500-01 mit je 1789 kW Startleistung angetrieben wird. Im Unterschied zum Tandemcockpit des Mi-24 hat der Mi-PSW ein aerodynamisch gestaltetes Cockpit für nur einen Piloten, den Stummelflügeln fehlen die Endscheiben.
Mit dem Hochgeschwindigkeitshubschrauber sollen neue Rotorsysteme getestet werden, mit deren Hilfe die Geschwindigkeit des Mi-28N um zehn und die des Mi-35M um 13 Prozent gesteigert werden soll.
Ein Mock-up wurde 2015 auf der Luftfahrtausstellung MAKS ausgestellt. Es folgten Flüge des Mi-PSW, bei denen die üblicherweise auf Höhe der hinteren Kabinendecke montierten Stummelflügel entfernt worden waren.
Im November 2016 erreichte der Hubschrauber mit einer Geschwindigkeit von 405 km/h einen inoffiziellen Rekord. Im April 2017 erfolgten Flugversuche mit neuen, größeren Flügeln am Unterrumpf vor dem Hauptfahrwerk.